# Juventus TV
Juventus TV – włoski kanał telewizyjny w całości poświęcony Juventusowi. Na kanale tym można obejrzeć wywiady z piłkarzami i sztabem szkoleniowym, mecze Juventusu w Serie A i w Europejskich Pucharach (nie są transmitowane na żywo). Dostępne są także archiwalne mecze i wiadomości na temat klubu.